# Arben Bajo
Arben Bajo (ur. 1967 w Gjirokastrze, zm. 9 sierpnia 2020 w Tiranie) – albański rzeźbiarz.

## Życiorys
W latach 1988–1992 studiował rzeźbiarstwo na Akademii Sztuk Pięknych w Tiranie, następnie pracował na tej uczelni jako wykładowca.
Zmarł dnia 9 sierpnia 2020 roku z powodu COVID-19. Był autorem rzeźb przedstawiających Zefa Pllumiego, Asima Zenelego, Lefa Nosiego oraz Vaçe Zelę; dzieła te znajdują się odpowiednio w Shëngjinie, Gjirokastrze, Elbasanie i Lushnji.